# ハートの女王
- 不思議の国のアリス > ハートの女王
- ふしぎの国のアリス > ハートの女王
- ディズニー・ヴィランズ > ハートの女王

ハートの女王（ハートのじょおう、英：Queen of Hearts）は、ルイス・キャロルの児童小説『不思議の国のアリス』（1865年）に登場する架空のキャラクター。
トランプの「ハートの女王」をモチーフにしており、ハートの王や他のトランプのカードたちを引き連れて物語の後半に登場する。極度の癇癪持ちの君主で、キャロル自身が「盲目的な激怒」と表現する人物であり、わずかな過ちでもすぐに死刑を宣告することで知られている。彼女の最も有名なセリフの1つは、何度も繰り返される「首を刎ねろ！」という言葉。しかし、作中で実際にその要求が遂行されることはない。
彼女は続編『鏡の国のアリス』（1871年）に登場する「赤の女王」とよく混同されるが、2人は全く異なるキャラクターである。

## 概要
ハートの女王の存在は公爵夫人（第6章）や帽子屋（第7章）などによってあらかじめ言及されるが、初登場は第8章「女王のクロッケー場」である。金の鍵を使って扉をくぐり花園に出たアリスは、3枚のトランプのカードが白いバラを赤く塗っているのを目撃する。彼らは、アリスがまだ会ったことのないハートの女王が近づくと、顔を下にして地面に伏せる。女王が、王と彼らの10人の子供たちと共に現れ、アリスに「地面に伏せているのは誰か？」と尋ねる（トランプの裏面はみな同じに見えるため）。アリスは「知らない」と答える。女王はこれに苛立ち、彼女の首をはねるよう命じる。しかし、アリスがまだ子供であることを思い出させられ、比較的穏やかな性格の夫である王に止められる。

しかし、キャロルが語るように、一般的には次のように進む。
女王はすべての問題を解決するのに、ただ1つの方法しか持っていなかった。「首を刎ねろ！」と、振り返ることなく言った。
女王の趣味には、処刑命令を出すことのほかに、クロッケーをすることがあった。しかし、これは「不思議の国のクロッケー」であり、ボールは生きているハリネズミ、打つ槌はフラミンゴである。フラミンゴの鈍いくちばしで打つことを狙っていると考えられるが、アリスが観察したところでは、フラミンゴたちが常にプレイヤーを見上げることや、ハリネズミが打たれるのを待たずに逃げ出すことが、このゲームを複雑にしている。女王の兵士たちはクロッケー場のアーチ（またはフープ）の役割を果たすが、女王が処刑人に犠牲者を引きずり去らせるたびにアーチの役割を放棄しなければならないため、物語の終わりには、残っているプレイヤーは女王自身、王、そしてアリスだけになる。
頻繁に死刑宣告が下されるにもかかわらず、実際に処刑された人は少ない。ハートの王は、女王が見ていないときに多くの臣下を密かに赦免している（公爵夫人には当てはまらなかった）。また、彼女の兵士たちは彼女を楽しませるだけで、命令を実行していない。グリフォンはアリスに「全部彼女の空想。誰も処刑されない」と語る。それにもかかわらず、不思議の国のすべての生き物は女王を恐れている。最終章では、女王は再びアリスに（ハートのジャックを弁護したことで）死刑を言い渡し、奇妙な正義の方法（判決の前に宣告を下す）を提案する。
第11章および第12章では、ハートの女王の作ったタルトを盗んだという疑いで、ハートのジャックの裁判が行われる。裁判官役はハートの王で、女王も傍に臨席する。また布告役を白ウサギが務めており、白ウサギはハートのジャックの罪状として後述の詩（「ハートの女王」）を読み上げる。アリスはこの裁判で証人として発言を求められるが、「刑が先、判決は後」などといったハートの女王らの不条理な裁判の進め方に憤慨し、「あんたたちなんか、ただのトランプのくせに！」と叫ぶ。このアリス自身の台詞が、不思議の国から現実の世界へ呼び覚まされるきっかけとなる。
現代のポピュラー文化における描写では、彼女はその脅威的な性格のために悪役として描かれることが多いが、原作ではその役割を果たしているわけではない。彼女はアリスが旅の途中で遭遇しなければならない多くの障害の1つにすぎないが、他の障害とは異なり、より高い潜在的な脅威を持つ存在である。

## 起源
女王は、ヴィクトリア女王の風刺画であると考える人もおり、マイケル・ハンチャーはその著書『アリスとテニエル』（1990年）のなかで、『不思議の国のアリス』と同年に描かれたテニエルによるヴィクトリア女王の絵と比較し、確かな類似を確認している。ハンチャーによれば、ハートの女王にはまた、テニエルがそれ以前に『パンチ』に描いた、『ハムレット』のパロディ作品の中のガートルード妃にも似ているという。ここからハンチャーは、ハートの女王がアリスに与えている脅威が母性的、かつ性的なものであることが裏付けられると述べている。
さらにハンチャーは、テニエルの挿絵の中のハートの王たちが、トランプの標準的なハートの絵札に準じた服装をしているのに対し、ハートの女王だけはむしろそのライバルであるスペードの女王のような服装をしていることを指摘している。スペードの女王は伝統的に死や復讐と結び付けられてきたカードである。『不思議の国のアリス』と同年に刊行されたトランプ占いの本には、ハートの女王が「愛情、献身、そして分別の規範となるべき人物」とされているのに対し、スペードの女王は「腹を立てさせたらただではすまない、無礼は決して忘れない、意地の悪い人物」と書かれている。
ドッドソン（ルイス・キャロルの本名）は、親が子供に物語を読み聞かせる際、彼女がすぐにヴィクトリア女王であると親には認識され、同時に子供には空想的で見分けがつかないような要素を取り入れたと感じた。ハートの女王がヴィクトリア女王として認識される現実の要素として、一方の女王は愛され、もう一方は恐れられていたように、臣下が彼女たちをどのように見ていたかという点が挙げられる。ヴィクトリア女王は、彼女の夫であるアルバート公よりも多くの国民に愛されていた。部分的には、彼がイギリス人ではなかったため、彼を信用しない人々がいたからである。ハートの女王は不思議の国の住民に恐れられており、わずかな過ちでさえも処刑を命じていたが、彼女の夫はしばしば静かにそれを赦免していた。ジョナサン・ミラーによる1966年のテレビ版では、ハートの女王と王が、ファンタジーやその本質や性格を隠すことなく描かれており、ヴィクトリア女王への言及が明確である。
また、女王はランカスター朝のマーガレット女王を指している可能性もある。薔薇戦争の際、赤いバラはランカスター朝の象徴であった。彼らのライバルであるヨーク朝は白いバラを象徴としていた。庭師たちが白いバラを赤く塗っているのは、この2つの家に対する言及であると言われている。また、彼女がエリザベス1世を基にしている可能性もある。「首を刎ねろ！」と叫ぶ彼女の姿は、ヴィクトリア朝におけるテューダー朝の王や女王のステレオタイプを示しているからだ。
ルイス・キャロル自身は、後年の記事「舞台のアリス」（1886年）の中で、「始末におえない激情―盲目的な、手に負えない怒りの化身と言おうか、そういうものとしてハートの女王を作り出した」と述べている。『アリス』の注釈者マーティン・ガードナーはこれに関連して、子供の読み物の中の強暴さを批判する児童文学評論家たちの意見に疑問を呈している。

## 図版

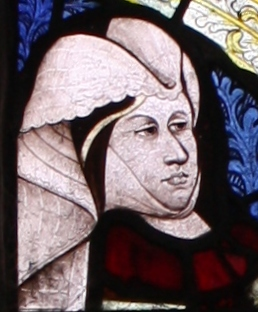
ハートの女王の原画のインスピレーションとなったノーフォーク公爵夫人エリザベス・ド・モーブレイのイメージ

ルイス・キャロルは当初、自身で『不思議の国のアリス』の挿絵を描こうと試みたが、うまくいかなかったため、プロのアーティストに挿絵を依頼するよう説得された。彼が依頼したのは、風刺雑誌『パンチ』（1841年 - 1992年、1996年 - 2002年に発行）に定期的に寄稿していた漫画家ジョン・テニエルだった。
テニエルがハートの女王のインスピレーションを得たのは、サフォーク州ロング・メルフォードにあるホーリー・トリニティ教会の中世のステンドグラス窓に描かれたノーフォーク公爵夫人エリザベス・ド・モーブレイの姿だった。
『不思議の国のアリス』の挿絵は木口木版に彫刻され、木版画の工程で印刷された。オリジナルの木版は現在、イングランドのオックスフォードにあるボドリアン図書館の所蔵品となっている。これらの木版は通常は一般公開されていないが、2003年に展示された。

## 童謡「ハートの女王」

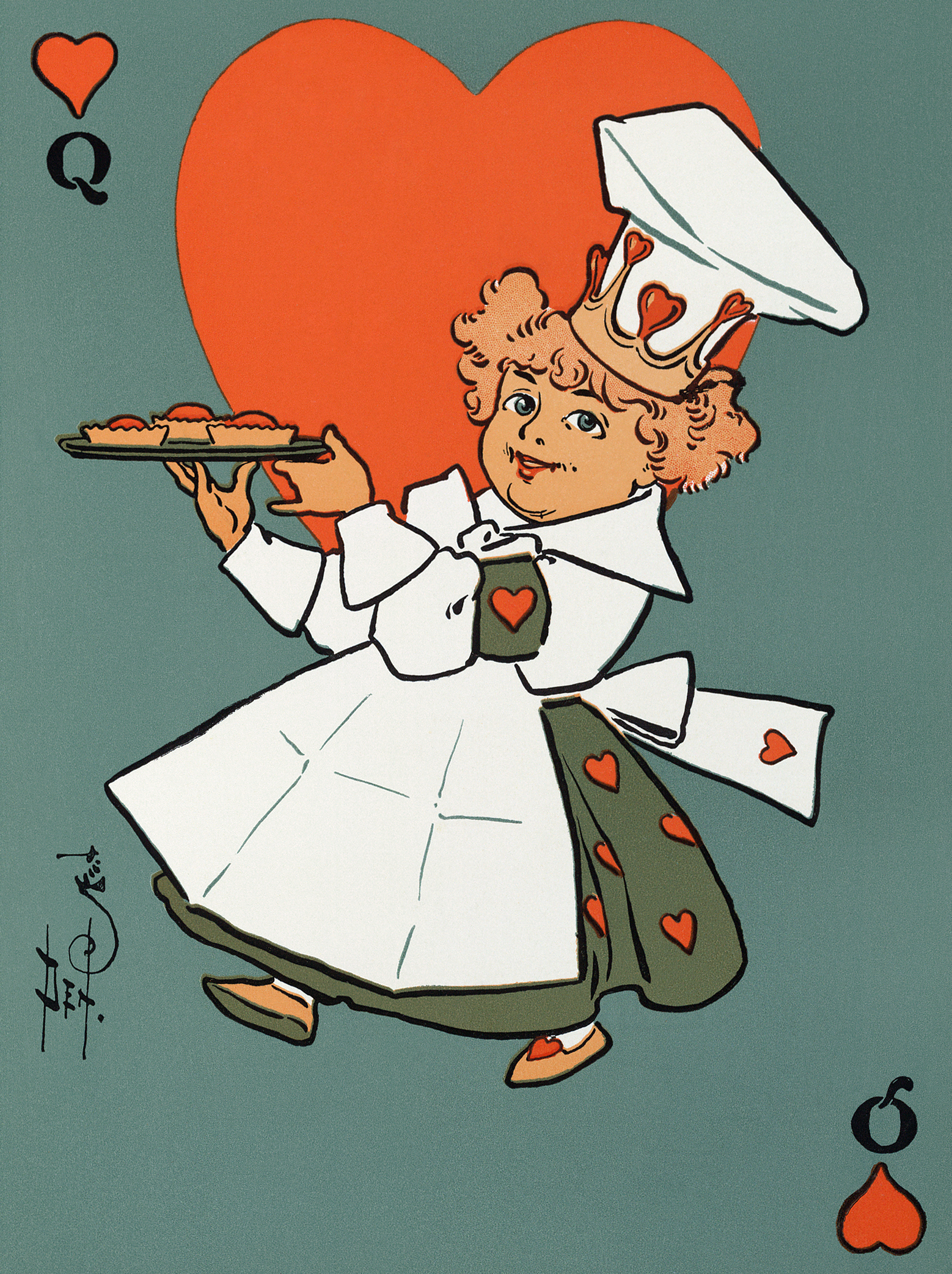
1901年のマザー・グース集に付けられた「ハートの女王」の挿絵。ウィリアム・ウォレス・デンズロウによる。

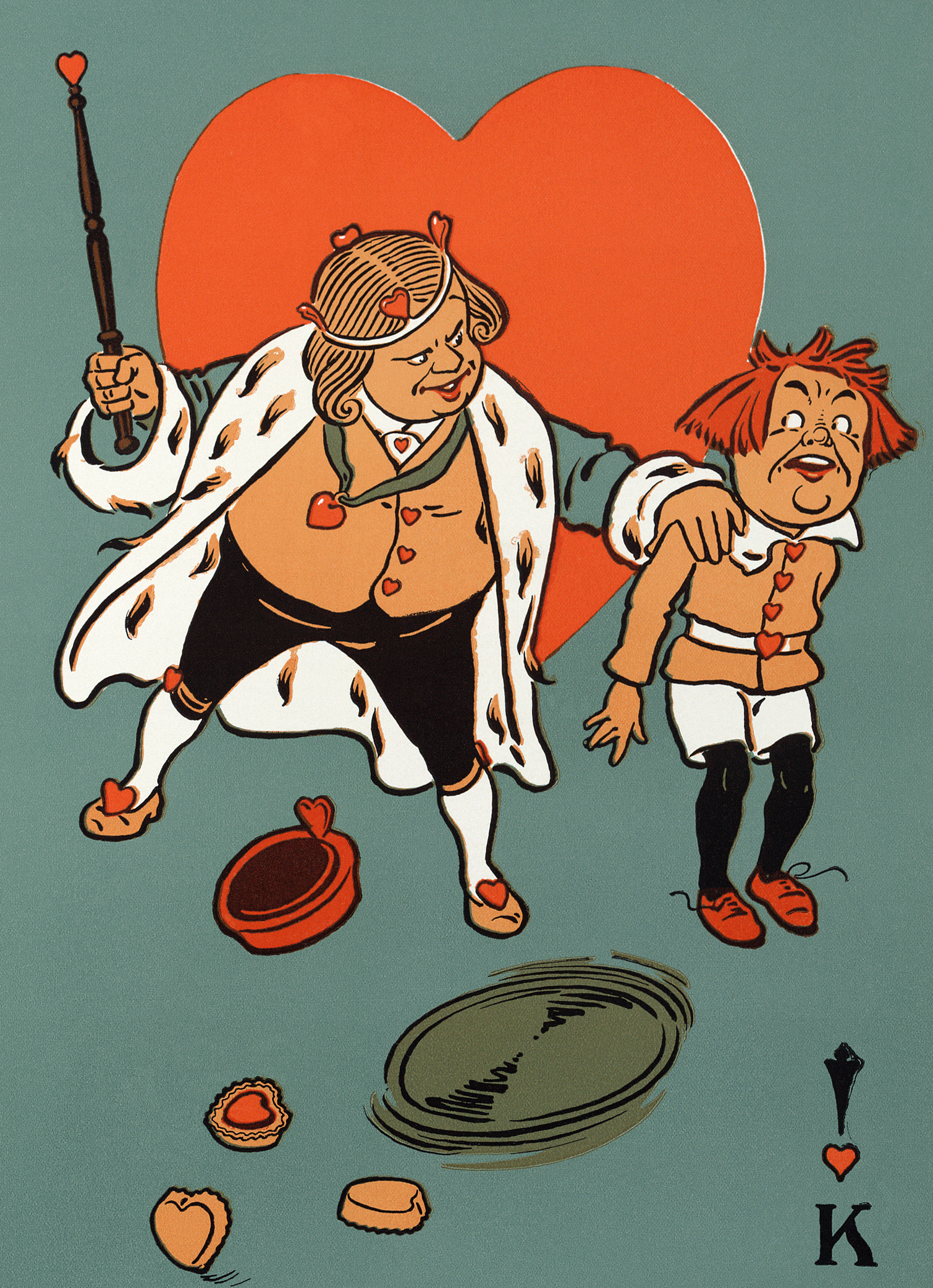
同上

『不思議の国のアリス』第11章の裁判の場面では、ハートのジャックに対する罪状として、白ウサギが以下の詩を読み上げる。

The Queen of Hearts

She made some tarts,

All on a summer's day;

The Knave of Hearts

He stole the tarts,

And took them clean away.

ハートの女王

タルトつくった

夏の日 1日中かけて

ハートのジャック

タルト盗んだ

タルトを全部もってった

この詩はキャロルの創作ではなく、『ヨーロピアンマガジン』誌1782年4月号に掲載されていた四連の詩をそのまま流用したものである。引用部分はこの詩の一連目の前半であり、もとの詩は以下のように続く。

The King of Hearts 

Called for the tarts,

And beat the Knave full sore;

The Knave of Hearts

Brought back the tarts,

And vowed he'd steal no more.

ハートの王様

タルト返せと

ジャックを何度もむち打った

ハートのジャック

タルト返した

もうしませんと約束した

『ヨーロピアンマガジン』掲載の詩ではここからさらにスペード、クラブ、キングのそれぞれの絵札たちの騒動が一連ずつ描かれている。しかし『不思議の国のアリス』ではハートの女王のみが扱われているために、もっぱら一連目のみが歌われるようになった。のちにマザー・グース集にも取り入れられたが、この詩が著名になったのはキャロルが作中で使用したためらしい。なお童謡編纂者のオーピー夫妻は、『ヨーロピアンマガジン』掲載の詩が、もっと古い童謡を第一連として、それに新たに三連を加えたものである可能性を指摘している。

## 赤の女王との混同
彼女はしばしば、物語の続編『鏡の国のアリス』に登場する「赤の女王」と混同されるが、実際には女王であること以外に共通点はない。キャロルは生前、2人の女王を次のように区別していた。
ハートの女王は、制御不能な情熱の具現化のようなものだと考えた。盲目的で無目的な怒りの化身だ。一方、赤の女王は別のタイプの怒りの化身として描かれるべきである。彼女の情熱は冷たく落ち着いていなければならず、形式的で厳格であるべき。しかし、優しさを欠いているわけではなく、過度に形式にこだわる、全ての家庭教師の精髄のような存在だ。 —ルイス・キャロル、「アリス・オン・ザ・ステージ」より
1951年のアニメ映画『ふしぎの国のアリス』は、「赤の女王」と「ハートの女王」の混同を助長している。この映画では、ハートの女王が赤の女王のセリフのいくつかを言っている。その中でも特に目立つのが、「ここらのすべては私のものだ」という主張に基づくもの。両方のキャラクターがこの言葉を使って、自分の重要性や高慢さを示そうとするが、赤の女王の場合、それが二重の意味を持っている。というのも、チェスの女王としての彼女の地位は、彼女が望むどんな方向にも動けることを意味しているからだ。
また、アメリカン・マギーの『アリス イン ナイトメア』という書籍の改作では、これらのキャラクターが混同されており、この誤解がさらに広がっている。

## 翻案

### ディズニー
ディズニーのアニメ映画『ふしぎの国のアリス』では、ハートの女王が映画の主要なヴィランとして登場する。彼女は映画のクライマックスで姿を現す。
彼女はヴェルナ・フェルトンによって声が当てられている。彼女は高慢なサディストとして描かれ、少しでも自分を苛立たせた者を喜んで斬首しようとする。彼女の存在感は、夫である王が非常に小さいために一層際立っている（王は彼女の膝にさえ届かないほどの身長）。原作に似た場面として、アリスは白いバラを誤って植えてしまったために赤く塗っている3枚のトランプと出会う。女王が到着すると、彼女はその3枚のカードを有罪とし、「首をはねよ！」と叫ぶ。カードたちが引きずられていった後、彼女はアリスに目を向ける。アリスが質問に答えることを拒み、質問は自分がするものだと決めつけている女王は、すぐにアリスをクロッケーのゲームに巻き込む。ゲームは女王が自分でつまずいて終わり、チェシャ猫のいたずらのせいでアリスが不当に罰せられる。女王が命令を出す前に、王はアリスのために裁判を開くことを提案する。女王は不承不承ながらも、それを理にかなっていると認める。
アリスの裁判では、3月ウサギ、ドーマウス、マッドハッターが証人として呼ばれ、彼らは女王のためにマッド・ティーパーティーを開き、彼女を大いに喜ばせる。そのパーティーの最中に、チェシャ猫が再び現れてネズミを驚かせる。怯えたネズミはあちこち走り回り、ハートの王がネズミを叩こうとした際に誤って女王の頭をガベルで叩いてしまう。そのガベルは急いで3月ウサギ、次にマッドハッター、最後にアリスの手に渡される。もちろん、女王はアリスを不当に罰し、彼女を逮捕しようとする。しかし、アリスは以前に手に入れたキノコを食べて大きくなり、規則第42条により、身長が1マイルを超える者は即座に退廷しなければならないとされているが、アリスは女王を「太っていて、傲慢で、気難しい古い暴君」と罵る。不運なことに、その後すぐにアリスは元の大きさに戻ってしまうが、逃げて無事に脱出する。
興味深いのは、ディズニー版のハートの女王が原作の女王、公爵夫人、『鏡の国のアリス』の赤の女王を組み合わせたキャラクターのように見える点である。彼女は機嫌が良いときには非常に愛想が良いが、それでも威張り屋でしばしば気が短く、すぐに激怒することもある。
彼女はディズニーヴィランズ・フランチャイズの主要なメンバーの1人である。また、ディズニーパークではグリーティング可能なキャラクターとして登場する。

#### その他の映画・テレビ出演
1991年のディズニーチャンネルのシリーズ『アドベンチャー・イン・ワンダーランド』では、ハートの女王はアルメリア・マックィーンによって演じられた。彼女は短気で子供っぽいが、基本的には善良な支配者として描かれている。このシリーズの中で、彼女は「ハートの女王」と「赤の女王」と交互に呼ばれていた。
彼女はテレビシリーズ『ハウス・オブ・マウス』にも繰り返しカメオ出演しており、トレス・マクニールによって声が吹き込まれている。また、同シリーズのビデオ映画『ミッキーのマジカル・クリスマス/雪の日のゆかいなパーティー』や『ミッキーの悪いやつには負けないぞ!』にも登場し、後者では、ハウス・オブ・マウスを乗っ取る主要なヴィランズの1人として描かれている。
別のハートの女王（本名はバレンティーナ・コラソン）は、アニメシリーズ『アリスとふしぎのくにのベーカリー』に登場する（シリーズ内の他のキャラクター同様、1951年の映画に登場するキャラクターの子孫であるとされている）。彼女の声はエデン・エスピノーザが担当しており、その演技により、彼女は幼児向けアニメ番組の優れた声の演技に対して授与される子供と家族のエミー賞にノミネートされた。また、彼女にはローザという娘がおり、彼女はアリス（映画のアリスの曾孫）の親友の1人である。
ハートの女王は、実写映画『ディセンダント4』にも登場し、リタ・オラとルビー・ローズ・ターナー（後者は若い頃のハートの女王、ブリジットとして）によって演じられている。映画では、彼女の娘であるレッドが主要キャラクターとなっている。

#### ディズニー・ビデオゲーム
ハートの女王は、1987年に発売されたビデオゲーム『ミッキーマウス 不思議の国の大冒険』（日本版）のボスキャラクターとして登場する（北米版ではマレフィセントに置き換えられている）。このゲームでは、アリスが彼女の人質となっている。
ハートの女王は、ゲーム『ディズニーヴィランズ・リベンジ』でアリスに復讐を果たし、物語の最終ページを盗んで結末を変え、アリスが首を失う展開となる。ジミニー・クリケット、プレイヤー、そして首を失ったアリスの体は、首を取り戻して女王の迷宮から脱出する。彼らは最後の戦いで再び女王に遭遇し、最終的に女王は降伏する。
ハートの女王は、スクウェア・エニックスとディズニーのビデオゲーム『キングダム ハーツ』にも登場する。彼女は自分の故郷の世界で登場し、映画と同様にアリスを裁判にかけるが、今回は彼女の心を盗もうとした罪で訴える。ゲームの主要なヒーローであるソラ、ドナルド、グーフィーが介入し、アリスが無実であると女王に伝える。女王は、彼らにその理論の証拠を示すように挑むが、チェシャ猫の助けを借りて、彼らはそれを証明する。しかし、間違いを指摘されたことに激怒した女王は、彼らを処刑するよう命じ、アリスを屋根の上の檻に閉じ込める。ソラたちは女王の衛兵を撃退し、檻の制御装置を破壊するが、アリスを救う前に彼女は誘拐されてしまう。女王はアリスの捜索を命じ、ソラ、ドナルド、グーフィーを一時的に赦免し、彼らにもアリスを探すよう依頼する。彼女は『キングダム ハーツ チェイン オブ メモリーズ』にも登場し、今回はソラの記憶の一部として現れる。再び彼女はアリスを裁判にかけるが、今回は彼女の記憶を盗もうとした罪で訴える。両方のゲームで、ソラたちはトリックマスター・ハートレス（真犯人）を倒すことでアリスの無実を証明する。女王はソラを称賛し、再び彼女の二面性を示してアリスを赦免する。彼女は『キングダム ハーツII』には登場しないが、『キングダム ハーツ 358/2 Days』には彼女の故郷とともに登場する。後に彼女のデジタルバージョンが『キングダム ハーツ コーデッド』にも登場する。
ハートの女王は、ビデオゲーム『ディズニー マジックキングダムズ』で、期間限定でアンロック可能なプレイヤーキャラクターとして登場する。

### アリス・イン・ワンダーランド
ティム・バートン監督の映画『アリス・イン・ワンダーランド』では、「赤の女王」にその性格や言動が継承されており、この映画では赤の女王は原作の「ハートの女王」「赤の女王」の組み合わせであるのに加えて、公爵夫人（『不思議の国のアリス』）の外見をもとにした巨大な頭部を持つキャラクターとなっている。この赤の女王を演じているのはヘレナ・ボナム＝カーターである。

### 歪みの国のアリス
SUNSOFTの2006年のモバイルゲーム『歪みの国のアリス』では、ハートの女王の性格や外見は他のバージョンとは大きく異なっている。彼女は、長い金髪を持つ美しい若い少女として描かれており、ピンクのドレスを着て大きな鎌を持っている。感情的になることもあり、人を斬首することに病的なほどの執着を持つ一方で、女王はアリコ（ゲームの「アリス」）をとても愛しており、他の不思議の国の住民たちよりも彼女を最も愛していると主張し、彼女のトラウマ的な幼少期の抑圧された記憶を思い出させないように守りたいと考えている。しかし、アリコの鬱状態のために、女王のアリスへの愛は歪んでおり、彼女を守る手段として斬首しようとする（これはバッドエンドの1つで成功する）。チェシャ猫や白ウサギのように、女王も現実世界に入ってアリコ以外の人々と関わる力を持っている。

### アリス イン ナイトメア
ビデオゲーム『アリス イン ナイトメア』では、ハートの女王は最終ボスであり、不思議の国が荒廃した原因となっている。アリスが彼女と戦うと、女王がアリスの暗黒面、つまり彼女の狂気の具現化であることを発見する。アリスが再び正気を取り戻すには、女王を倒さなければならない。本作におけるハートの女王の外見は、原作とは異なり、まず顔のない存在として登場し、腕、脚、髪が触手のようになっている。後にこれは単なる操り人形であり、真のハートの女王は実際の解剖学的な心臓のような恐ろしい怪物であることが明らかになる。ゲーム全体を通じて、彼女は「ハートの女王」と「赤の女王」の両方で呼ばれているが、『鏡の国のアリス』に登場する赤の女王についての言及はない。しかし、白の女王は短く登場し、彼女の頭は敵によって「淡い領域」で斬首される。アリスが精神病院に収容された後、赤の女王とハートの女王が融合したことが示唆されており、そのためハートの女王が赤の駒やトランプの兵士を同時に操ることができるのだとされている。
続編である『アリス マッドネス リターンズ』では、アリスは不思議の国を破壊し、彼女を再び狂気に追いやろうとする「地獄列車」を止めるために、ハートの女王の助けを求める。赤の王国の廃墟で見つけられた女王は、アリスが自分以外の誰かによって操作されており、その人物が彼女の記憶、特に幼少期の火事に関する記憶を消そうとしており、それがアリスの正気を引き裂いていると主張する。後に、この人物がアリスの精神科医であるアンガス・バンビー博士であることが明らかになる。彼はアリスの姉リジーを強姦し、その犯罪を隠すためにリジーとアリスの両親と共に家を焼き払った犯人であり、アリスの記憶を消して彼女を売春婦にしようとしている。この続編では、赤の女王は大きく変わり、若いアリスのような姿をしているが、王者にふさわしいドレスを着ており、手の代わりに大きな肉の爪を持ち、下半身は肉の触手で構成され、城全体に広がっている。これは実際には女王の体そのものである。彼女が実際にはアリス自身ではなく、アリスの姉を基にしていると主張する人も存在する。続く対話の中で彼女が「リジー」と呼んでいることや、アリスが家族の死に対して罪悪感を抱いていたことを考えると、彼女の潜在意識が自らが前作で倒した女王に、死んだ姉の姿を投影した可能性がある。

### ルッキング・グラス・ウォーズ
フランク・ベドールによる『ルッキング・グラス・ウォーズ』では、不思議の国を統治する王朝はハート家である。「ハートの女王」の称号は、不思議の国の女王に与えられる世襲の称号となっている。『不思議の国のアリス』に登場するハートの女王は、物語では女王レッドとして再解釈され、主人公アリス（Alyss）の敵であり叔母として描かれている。彼女はアリスの両親を殺し、不思議の国の玉座を奪う。
この物語における本来のハートの女王は、アリスの母であり、白の女王を再解釈したキャラクターであるジーンヴィーヴ・ハートである。したがって、アリスは「ハートの王女」という立場になる。

### ハートの国のアリス〜Wonderful Wonder World〜
マンガ『ハートの国のアリス〜Wonderful Wonder World〜』では、ハートの女王はヴィヴァルディとして知られている。ただし、彼女は主要なキャラクターというわけではなく、現在の本ではあまり登場しない。ヴィヴァルディはハート城を統治しており、不思議の国の他の領土と対立している。彼女は他の作品とは異なり、美しい黒髪を持っている。前作となるQuinroseのゲーム『ハートの国のアリス』で明らかになったことだが、ブラッド・デュプレ（ハッター）はヴィヴァルディの弟であり、アリスがその秘密を発見するまでは、ヴィヴァルディにとってロマンティックな関心の対象であると示唆されている。

### SyFyテレビ・ミニシリーズ
SyFyチャンネルで放送された2部構成のシリーズ『アリス』では、ハートの女王はキャシー・ベイツによって洗練されながらも冷酷な麻薬王として描かれている。このミニシリーズは、原作のアリスが不思議の国を初めて訪れてから150年後が舞台であり（主人公は無関係のキャラクター）、女王は（いつものように）シリーズの主要な悪役として登場する。ハートの女王は自己愛的に描かれ、「文学史上最も強力な女性」と自称し、肥満体型でもある。彼女の冷静で冷淡な態度は、彼女がハートの女王と赤の女王の混合であることを示唆している。彼女の名前は「メアリー・エリザベス・ハート」とされており、ハート家が「赤」の王族であり、「白」の王族から不思議の国の支配権を奪ったことが示唆されている。

### ワンス・アポン・ア・タイム
ハートの女王は、『ワンス・アポン・ア・タイム』のエピソード「帽子の男」に登場し、ジェニファー・コーニグが演じている。番組の第2シーズンで、ハートの女王が実はコーラ（バーバラ・ハーシー）であり、女王（レジーナ）と西の悪い魔女（ゼリーナ）の母親であることが明らかにされる。若い頃のコーラ（ローズ・マッゴーワンが演じる）は、ルンペルシュティルツキンの物語に登場する粉屋の娘でもある。
コーラは、最初に生んだ子供ゼリーナの父親が自分が思っていたような王族ではないことを知り、彼女を捨てる。その後、ヘンリー王との間に生まれた女の子に「レジーナ」と名付け、彼女を女王に育て上げる。コーラは白雪姫の母親を殺し、レジーナが少女の父親であるレオポルド王と結婚することで白雪姫の継母になるように操る。そして、レジーナの本当の愛である馬丁ダニエルを殺害した後、レジーナはコーラを鏡を通じて不思議の国に追放し、彼女はそこで最終的にハートの女王になる。番組のスピンオフ『ワンス・アポン・ア・タイム・イン・ワンダーランド』では、コーラが不思議の国で赤の女王の魔法の師匠であったことが描かれており、コーラはその土地の一部を統治し、赤の王とは政治的なライバル関係にあったことが示されている。
数年後、レジーナが女王となり、すべての童話のキャラクターを魔法のない世界に送るための闇の呪いをかけようとする中で、彼女はコーラが新しい世界に追いかけてこないようにフック船長に彼女を殺させようとする。しかし、コーラはフックを説得して共闘し、呪いが破られた後、コーラとフックはストーリーブルックの町に向かう。レジーナは母親が死んだと思っていたが、コーラはレジーナを悪事に引き戻し、町を支配してルンペルシュティルツキンを殺し、その力を手に入れるためにレジーナを殺人で陥れることで彼女の償いの計画を阻止する。しかし、白雪姫がレジーナを騙してコーラを殺させることで、彼らの計画は失敗する。
その後、コーラの魂は冥界にあり、未完の仕事としてレジーナのことを考えている。償いを果たしたレジーナが新しい仲間たちと共に冥界を訪れると、コーラは娘と再会し、ハデスの命令でレジーナに家に帰るよう説得しようとする。しかし、成長して西の悪い魔女となったゼリーナが冥界を訪れると、コーラは自分の未完の仕事が、捨てた娘と和解し、疎遠になった娘たちを結びつけることだと気づく。コーラはその両方に成功し、最終的にオリンポス山へと旅立つことができた。

### アリス&ピーターパン はじまりの物語
2020年の映画『アリス&ピーターパン はじまりの物語』では、ハートの女王がアンジェリーナ・ジョリーによって演じられており、アリスのアルコール依存症の母親ローズ（こちらもジョリーが演じている）の想像上の対となる存在として描かれている。このバージョンのハートの女王は、ローズの堅苦しく不満を抱く姉エレノアの想像上の対となる赤の女王とは別のキャラクターとして描かれている。

### エバー・アフター・ハイ
ファッションドールのフランチャイズ『エバー・アフター・ハイ』では、ハートの女王にはリジー・ハーツという娘がおり、彼女はフランチャイズのアニメシリーズでも繰り返し登場するキャラクターである。ハートの女王は、アニメスペシャルの1つに登場し、カレン・ストラスマンが声を担当している。また、いくつかの関連小説にも登場している。

### その他のバージョン
- 様々な映画やテレビ版の『不思議の国のアリス』では[20]、ハートの女王はメイ・ロブソン、ロナルド・ロング（英語版）、ザ・ザ・ガボール、イヴ・アーデン（英語版）、ジェイン・メドウズ（英語版）、そして1999年のテレビ映画『アリス・イン・ワンダーランド / 不思議の国のアリス（英語版）』ではミランダ・リチャードソンによって演じられており、彼女の演技は『ブラックアダー』でのわがままなクイーニー役を強く思い起こさせる。
- 『サンドラ・ザ・フェアリーテール・ディテクティブ（英語版）』では、彼女の名前はテレッサとして登場する。
- 『PandoraHearts』では、ミランダ・バルマが後に「デミオス・ザ・エグゼクター」というチェインとなり、「ハートの女王」とも呼ばれるようになる。彼女もまた、首を切ることに執着している。
- グウェン・ステファニーのワンダーランドをテーマにしたミュージックビデオ「ホワット・ユー・ウェイティング・フォー?」では、ハートの女王はステファニーによって取り入れられたキャラクターの1つである。彼女は赤いガウンと、イギリス王室の宝石であるインペリアル・ステート・クラウンを思わせる冠を身に着けている。女王はフラミンゴがいる庭を歩き回り、アリス（同じくステファニー）を自分の涙でできたプールに突き落とす。
- ハートの女王は、陳銀淑の2007年のオペラ『不思議の国のアリス（英語版）』にも登場する。この役はデイム・グウィネス・ジョーンズのために作られた。
- 女王は、クリストファー・ウィールドンが2011年に制作した『不思議の国のアリス（英語版）』を題材にした全幕バレエで主要なキャラクターとなっている。この役は、プリンシパルダンサーのゼナイダ・ヤノウスキーのために作られ、『眠れる森の美女』の「ローズ・アダージョ」をコミカルにパロディ化したものを含んでいる[21]。
- 2012年ロンドンオリンピックの開会式では、イギリスの児童文学に登場する悪役たちを特集したセグメントでハートの女王が短い間登場した。
- マリッサ・メイヤー（英語版）の2016年の小説『Heartless』では、ハートの女王の過去が語られる。彼女はもともとパン職人になることを夢見る若い少女だったが、ハートの王からの求婚によってその道を逸れてしまう[22]。
- ハートの女王は、『ライブラリアンズ（英語版）』の第12話「And the Broken Staff」にも登場する。彼女は魔法使いプロスペローによって現実にされ、図書館員たちを惑わせるが、最終的には自分の反射像に攻撃を仕掛け、それによってカードの束に変えられてしまう（これは原作の結末を反映している）。
- マンガ『ONE PIECE』には、シャーロット・リンリン（「ビッグ・マム」とも呼ばれる）が登場し、その外見やキャラクターは主にハートの女王を基にしている。
- アンドレイ・サプコフスキの短編小説『黄金の午後（Złote popołudnie）』では、『不思議の国のアリス』のポストモダン的な再解釈が行われ、ハートの女王はマブ女王と同一視されている。
- 1998年の映画『グリーンズ』では、マリアンヌのキャラクターがカードゲームの最後に出されたハートの女王によって暗示されている。
- 『デッド オア アライブ エクストリーム ヴィーナス バケーション』の4.5周年記念では、キャラクターのモニカがハートの女王の役を演じる。通常の役割と比較して、彼女の役割は大幅に緩和され、ハートを見つけるという運試しのゲームを行うだけであり、オーナーが勝利した後は快く彼を不思議の国から帰すことを許す。
- マンガ『不思議の国のハートの女王』では、彼女は主人公として描かれている。ビデオゲームのハートの女王として生まれ変わった少女が主人公である。彼女が王位につく日、彼女が言うことすべてが残酷なものに変わる呪いを受け、誰かが彼女を殺そうとしていることが示唆される。彼女の希望は、彼女の意図を理解しているマッドハッターと、彼女の本当の言葉を聞くことができるアレス・リデルという味方から来る。
- 2015年のCBeebiesのパントマイムでは、ハートの女王はジャスティン・フレッチャー（英語版）によって演じられている。このバージョンでは、彼女はデイムとして描かれ、パントマイム・デイムの伝統に従って、ドラマではなくコメディのために男性が演じる。そのため、彼女はパントマイムの中で悪役に最も近い存在だが、脅威というよりは狂った幼児のような姿をしている。彼女は「The Queen」という歌を歌い、子供の合唱団が演じるカードの兵士たちと共に登場する。王は不在であり、ジャックは小さな役割に削られている。